# Wolfgang Friedrich Gutmann
Wolfgang Friedrich Gutmann (* 13. Mai 1935; † 15. April 1997) war ein deutscher Biologe am Forschungsinstitut Senckenberg in Frankfurt am Main. Er war der Begründer der von ihm und seinem Umfeld so genannten Frankfurter Evolutionstheorie.

## Vita
Nach dem Abitur an der Helmholtzschule studierte Wolfgang Gutmann in Frankfurt am Main Biologie mit Schwerpunkt Zoologie, Paläontologie, Chemie und Philosophie. Er wurde im Jahr 1961 bei Wilhelm Schäfer mit der Arbeit Funktionelle Morphologie von Balanus balanoides zum Dr. phil. nat. promoviert. Seine weiteren Arbeiten führte er als DFG-Stipendiat in Wilhelmshaven bei Senckenberg am Meer durch. Im Jahr 1964 kam er nach Frankfurt am Main und übernahm die wiedergegründete Sektion für Funktionelle und Vergleichende Anatomie am Forschungsinstitut Senckenberg. Dessen alte vergleichend-anatomische und embryologische Sammlung war bis dahin jahrzehntelang nicht mit einem Wissenschaftler besetzt gewesen. Gutmann widmete sich zum einen der Sammlungsbearbeitung und arbeitete zum anderen intensiv an funktionsmorphologischen Fragestellungen. 1978 habilitierte er am Fachbereich Biologie der Universität Frankfurt, der ihm 1984 auch den Titel Honorarprofessor verlieh.

## Forschungsansatz
Gutmanns Forschungsschwerpunkte lagen in der vergleichend-anatomischen und histologischen Bearbeitung des Tierreichs. Speziell interessierte ihn der funktionelle Zusammenhang bei den verschiedenen Organismengruppen, vornehmlich auf der Ebene der Baupläne (Phyla). Auf der Suche nach einem gemeinsamen Grundprinzip des Lebens und der Evolution stieß er früh auf den Aspekt des hydraulischen Skelettes. Er erkannte darin eine grundsätzliche neue Interpretationsmöglichkeit für den Bau und die Funktion der Organismen und entwickelte diese nach den Methoden der Konstruktions-Morphologie, die zur Basis der Frankfurter Evolutionstheorie wurde.

## Leistungen
Gutmann erkannte als einer der ersten Biologen die strukturelle und grundsätzliche funktionelle Bedeutung flüssigkeitsgefüllter Hohlräume im Körperbau tierischer Organismen. Mit der Formulierung der Hydroskelett-Theorie erfolgte Anfang der 1970er Jahre eine detaillierte Zurückweisung der in den 1960er und 1970er Jahren stark propagierten sogenannten Archicoelomaten-Theorie, der zufolge eine heute nicht mehr als monophyletisches Taxon betrachtete Gruppe mariner wirbelloser Tiere basale Bilateria repräsentieren sollten. Die in die entgegengesetzte Interpretationsrichtung verlaufenden Rekonstruktionen und Ableitungen Gutmanns fanden später durch molekulargenetische Verwandtschaftsanalysen eine grundsätzliche Bestätigung. Gutmanns Rekonstruktionen würden sich besonders dann als richtig erweisen, wenn die manchmal aufgrund vergleichend-entwicklungsgenetischer Daten postulierte Annahme eines segmentierten Urbilateriers korrekt wäre. Aber auch die von Gutmann und Mitarbeitern entwickelte Gallertoidtheorie, der zufolge bereits die Urtiere eine aus Kollagen bestehende extrazelluläre Matrix besaßen, wird heute sehr viel mehr anerkannt als zum Zeitpunkt ihrer Entstehung, da mittlerweile unter Zoologen Konsens besteht, dass schon früheste Metazoa zur Bildung einer kollagenen Matrix befähigt waren.
Für seine wissenschaftlichen Leistungen verlieh ihm die Senckenberg Gesellschaft für Naturforschung 1998 posthum die Cretzschmar-Medaille, ihre höchste wissenschaftliche Auszeichnung. Damit sollte seine besondere Leistung gewürdigt werden, neue Wege in der Morphologie und Evolutionsbiologie beschritten zu haben.

## Nachwirkung
Gutmanns empirischer und theoretischer Ansatz startete als „Hydroskelett-Theorie“, entwickelte sich dann zur „Kritischen Evolutionstheorie“ und seit Ende der 1980er Jahre zur „Frankfurter Evolutionstheorie“. Die drei Theorien und damit verbundenen Implikationen, die ehemals in Frankfurt und auf einigen wissenschaftlichen Symposien Deutschlands heftig und kontrovers diskutiert worden sind, sind von der biowissenschaftlichen Community faktisch nicht aufgenommen worden; international spielten sie nie eine Rolle. Sie behalten aber ihre retrospektive Bedeutung einer kritischen und dynamischen Forschungsperiode in der deutschen Wissenschaftsgeschichte.

## Veröffentlichungen (Auswahl)
Aufsätze
- Die Hydroskelett-Theorie.  In: Aufsätze und Reden der Senckenbergischen Naturforschenden Gesellschaft. Band 21, 1972, ISSN 0341-4094, S. 1–91.
- Vom Hydroskelett zum Skelettmuskelsystem. Eine biotechnisch begründete Evolutions-Studie. In: Mitteilungen des Institutes für leichte Flächentragwerke der Universität Stuttgart (IL). Jahrgang 4, 1972, S. 16–38.
- Diskussionsbeitrag zur Coelom-Problematik – Versuch einer Widerlegung der Oligomerie-(Trimerie-)Theorie.  In: Aufsätze und Reden der Senckenbergischen Naturforschenden Gesellschaft. Band 22, 1973, ISSN 0341-4094, S. 51–101.
- Mit Klaus Vogel und Helmut Zorn: Brachiopods. Biomechanical interdependences governing their origin and phylogeny. In: Science. Band 199, 1978, ISSN 0036-8075 S. 890–893, doi:10.1126/science.199.4331.890.

Monographien
- Die Evolution hydraulischer Konstruktionen. Organismische Wandlung statt altdarwinistischer Anpassung (= Senckenberg-Buch. Band 65). Kramer, Frankfurt am Main 1989, ISBN 3-7829-1112-1.
- Mit Klaus Bonik: Kritische Evolutionstheorie. Ein Beitrag zur Überwindung altdarwinistischer Dogmen. Gerstenberg, Hildesheim 1981, ISBN 3-8067-0874-6.